# Fort Boyard – Az erőd
A Fort Boyard – Az erőd a francia Fort Boyard reality-vetélkedő magyar változata. A műsor 2000-ben debütált a TV2-n, ahol egy évadot ért meg, majd 24 év elteltével felélesztésre került az RTL-en. Az erőd tervezett felújítása miatt előreláthatólag évekig nem lesz lehetőség újabb évadok forgatására.

## Évadok
| Évad | Évad | Részek száma | Részek száma | Eredeti sugárzás     | Eredeti sugárzás   | Eredeti adó |
| Évad | Évad | Részek száma | Részek száma | Évadbemutató         | Évadzáró           | Eredeti adó |
| ---- | ---- | ------------ | ------------ | -------------------- | ------------------ | ----------- |
|      | 1.   | 14           | 14           | 2000. október 18.    | 2000. november 6.  |             |
|      | 2.   | 20           | 20           | 2024. szeptember 16. | 2024. december 20. |             |

## A játék menete

### 1. évad
- I. rész ("kihívások")

A maximális idő a kulcsok és kulcsszavak összegyűjtésére 40 perc. Az I. részben 7 kihívást kell teljesíteni és két kérdést kell megválaszolni az admirálisnál. Legalább 5 kulcsot kell megszerezni ez idő alatt. A játék indítása a "homokóra" elindításával indul, ekkor a játékos belép a játéktérre. Az időt a társai kiabálhatják be neki, ill. ha kevés az idő, ki kell hívni. Amennyiben nem ér ki az idő lejárta előtt, Jacques bezárja az ajtót, így a játékos a zárkába kerül, ahonnan az I. rész végén távozhat, addig ő nem hajthat végre feladatot.
- II. rész ("kalandok")

A kihívások végén a versenyzők visszatérnek a kincstár elé, ahol a kulcslyukakba be kell helyezniük az összegyűjtött kulcsokat. Ha kevesebb, mint 5 kulcsot gyűjtöttek össze, akkor áldozatot kell hozni. Ez azt jelenti, hogy annyi játékost kell egy zárkába bezárni, amennyi kipótolja a hiányzókat. Ők nem segédkezhetnek sem a kalandokban, sem a fináléban. Viszont ha több kulcsot gyűjtöttek a minimumnál, akkor a "felesleges" kulcsok kulcsszavakra válthatóak át az admirálisnál.
Ebben a részben a játékosok kulcsszavakat gyűjtenek, amik a legtöbb esetben szelencékben találnak meg. Itt is az idő ellen küzdenek, viszont csak a nézők tudják, hogy mennyi idő van detonációig, ami után a kulcsszó megsemmisül. Elsőként az admirális mond három mondatot, ami a kulcsszóra utal. Általában három kalandot szokott Boyard kitűzni. Ezek után szokott lejárni a 40 perc.
- III. rész ("finálé")

A végjátékban a játékosok a kulcsszavak segítségével megpróbálják kitalálni a jelszót egy bizonyos logika mentén, ami a kincstárat nyitja. Viszont miután a gong megszólal, 3 percük van a jelszó beírására és az esetleges kincs kimentésére. Amennyiben nincs elegendő kulcsszavuk, a kincstár előtt található tigrisfejekből egy-egy kulcsszót ki tud halászni egy játékos, viszont ezzel elveszti a jogot a kincs kihordására, hiszen egy bilincs megakadályozza ebben.
Példák a kulcsszó - jelszó kapcsolatra:
- levegő, nincs, káosz és üres = SEMMI
- kín, kénkő és kárhozat = POKOL

Amennyiben a játékosok rájöttek a jelszóra, a kincstár előtt lévő betűkre rá kell állniuk, ill. ha kevesen vannak, ágyúgolyókkal kell pótolniuk. Ha helyes a jelszó, a kincs lezuhan és összegyűjthetik a kincstár előtt található vödörbe. Ha helytelen a jelszó, akkor a kincstár ajtaja lezáródik és a játékosoknak ki kell jutni.
A kapu lezárását követően megszámolják a pénznyereményt és az értéket forintban kiírják.

### 2. évad
A műsor két részre lett osztva. A műsor első adásai a "csapatjátékokkal" indulnak, ezeket pedig az "egyéni játék" követi.

#### Csapatjáték
A műsor egy párbajjal kezdődik, amiben a versenyzőket a műsorvezető választja ki a csapatokból. A győztes csapat szerez egy kulcsot és lehetőséget kap 3 játék teljesítésére, a vesztes csapat pedig csak 2 játékban vehet részt.
A csapatoknak a játékok során kulcsokat kell összegyűjteniük, ezekben a kihívásokban a játékosokat a műsorvezető választja ki. A játék indítása a "homokóra" elindításával indul, ekkor a játékos belép a játéktérre. Az időt a társai kiabálhatják be neki, ill. ha kevés az idő, kihívhatják. Amennyiben nem ér ki az idő lejárta előtt, az ajtó bezáródik, így a játékos a zárkába kerül, ahonnan a kincstár megnyitása előtt távozhat, a zárkában töltött idő alatt ő nem hajthat végre feladatot.
Az 5. játék után mindkét csapatból 1-1 versenyző párbajozik egymással, viszont ekkor a csapatok dönthetik el, hogy ki fog versenyezni. A nyertes csapat egy kulccsal gazdagodik, illetve lehetőséget kap még egy kihívás teljesítésére Gaccio nagyúrnál, ahol kulcsot szerezhet. Ennél a kihívásnál is a csapat döntheti el, hogy menjen be a kihívásra. 
Az epizód utolsó részében a csapatok a kincstár elé mennek, ahol a kulcslyukakba be kell helyezniük az összegyűjtött kulcsokat. Ha kevesebb, mint 6 kulcsot gyűjtöttek össze, akkor a hiányzó kulcsokat egy gyorsasági versenyben kell megszerezniük. 3 és fél perc alatt a csapatoknak a lehető legtöbb aranyat kell összegyűjteni.

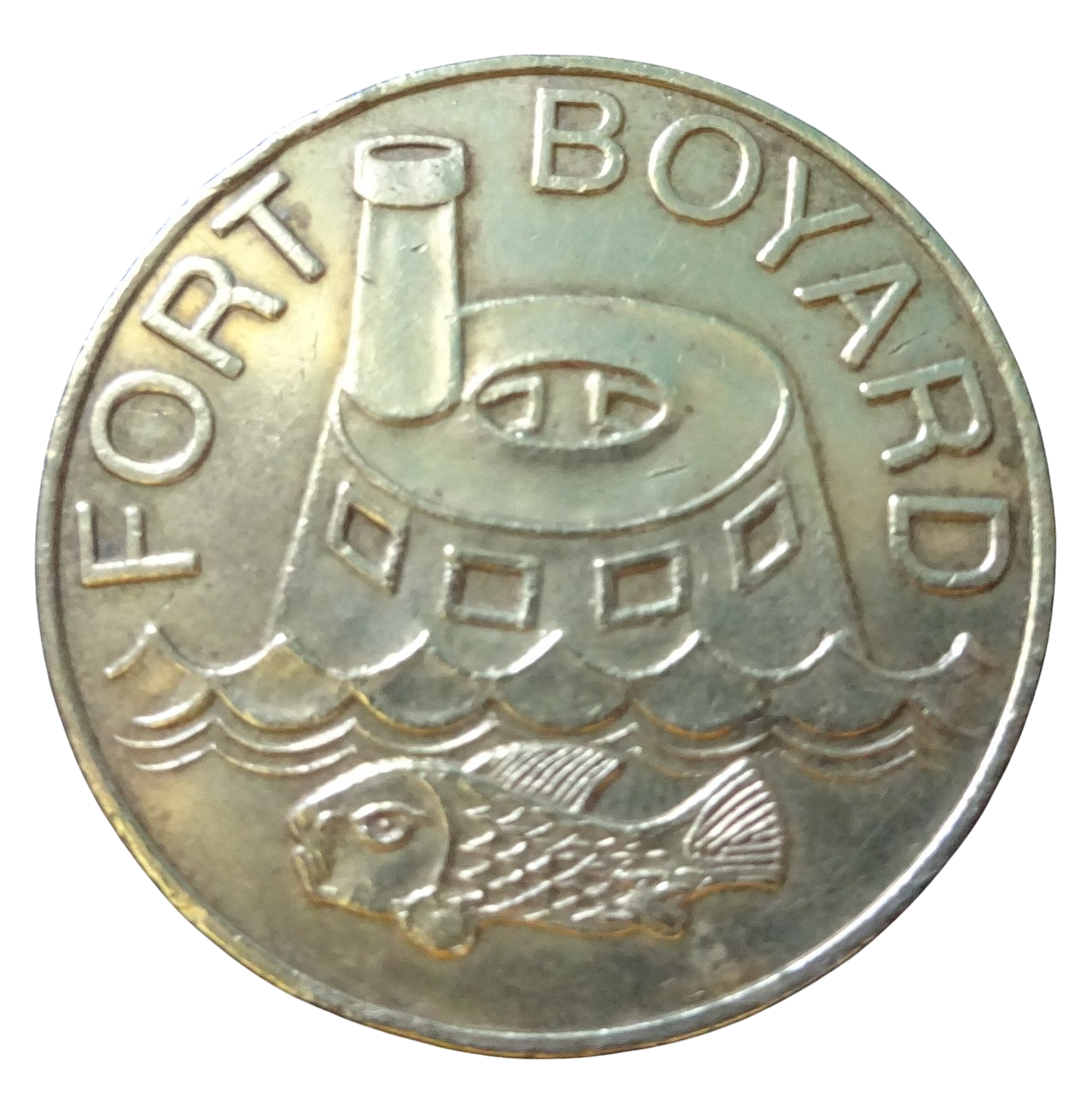

Abból a csapatból, amelyik a kevesebb aranyat gyűjtötte az adás végén, egy versenyzőnek távoznia kell, az pedig, hogy ki esik ki a csapatból, egy párbaj során dől el, amit a csapat két leggyengébb játékosa játszik egymással.
A csapatjáték 3. napján az a csapat, melynek tagjai a legkevesebb aranyat gyűjtötték, kiesik, de a nyertes csapat az egyik játékost magukkal viheti a következő részbe.
A csapatjáték utolsóelőtti (4.) napján a versenyzőknek nem csak kulcsokat, hanem kulcsszavakat is össze kell gyűjteniük a kincstárba való belépéshez. Ha nincs meg az 5 kulcs, akkor pótkulcsot kapnak a játékosok, amivel viszont 15 mp-el csökken a kincses kamrában lévő idő. A kulcsszavakból egy kódra, a megfejtésre kell asszociálni, ha a megoldás helyes, akkor az arany elkezd hullani a kincstárba. Innentől a verseny egyéni játékká válik és mindenki saját magának gyűjti az aranyat kincstárból. Attól a játékostól, aki a legkevesebb aranyat gyűjti, elbúcsúznak és összesen négyen jutnak az utolsó napra, ahol a verseny már egyénileg folytatódik.

#### Egyéni játék, az utolsó játéknap
Az utolsó (5.) játéknapon a játékosok egyénileg játszanak. A nap több fordulóból áll és minden forduló végén egy játékos kiesik a versenyből, a kincstárba csak a legjobb két játékos léphet be a nap végén.
Az első fordulóban mindenki egy játékot játszik és minden játékban 5 kulcsot lehet gyűjteni. A versenyzők borítékhúzással döntik el, hogy melyik játékot ki fogja játszani. Aki a legkevesebb kulcsot gyűjti össze az búcsúzik a játéktól.
A második körben mind a három játékosnak ugyan azt a feladatot kell teljesítenie. Az a játékos aki a leglassabban hajtja végre a feladatot, az kiesik a játékból.
A harmadik körben az utolsó két versenyző előnyt szerezhet a kincseskamrába való bejutáshoz. Ebben a fordulóban a játékosoknak Gaccio nagyúr ad három ügyességi vagy logikai feladatot. Az a játékos szerzi meg az előnyt, aki a három feladatból legalább kettőt nyer meg.

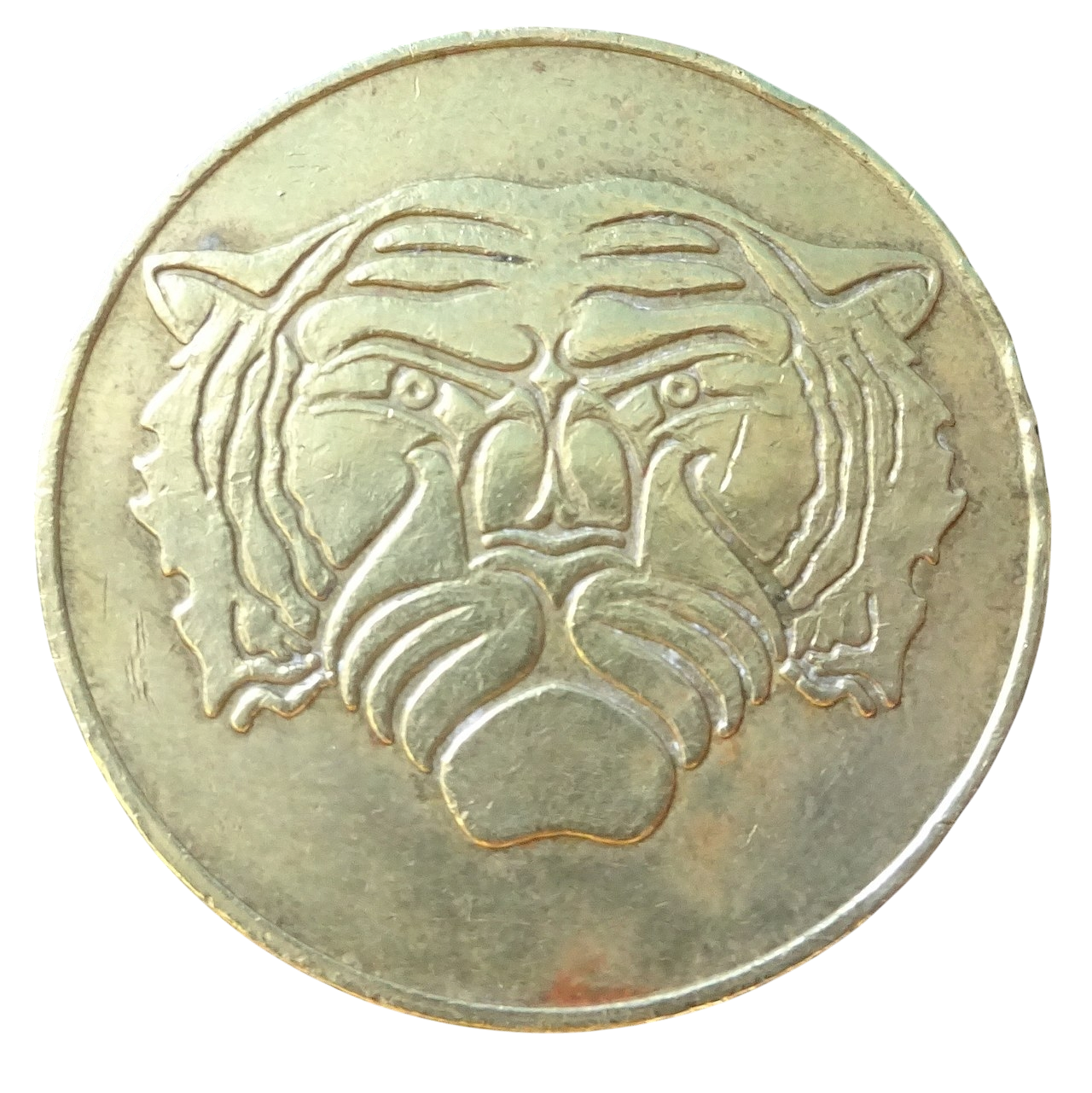

Az utolsó megmérettetés a kincseskamra. A kincseskamrában a versenyzőknek meg kell oldaniuk egy feladatot, amiben egy feladvány megfejtését kell kirakni. Ha a válasz helyes, akkor a versenyző oldalán elkezd ömleni az arany. Az előző fordulóban nyertes játékos előnye az, hogy ellenfele csak a helyes válasz után  10 másodperccel kezdhet aranyat gyűjteni. A játékot az a versenyző nyeri aki a több aranyat gyűjti össze a rendelkezésre álló idő alatt, a nyereménye a teljes játékhét alatt összegyűjtött összeg, amit az epizód lezárásaként a nyertes játékos egy jótékony célra ajánlja fel.

## Kulcsszereplők
| Személy          | Feladatkör               | Leírás                                                                                   |
| 1. évad          | 1. évad                  | 1. évad                                                                                  |
| ---------------- | ------------------------ | ---------------------------------------------------------------------------------------- |
| Demcsák Zsuzsa   | Műsorvezető              | Tanácsokat ad a játékosoknak a feladatokat illetően és biztatja őket, hogy szurkoljanak. |
| Vízy András      | Az erőd mestere          | Ő adja ki a kihívásokat a versenyzőknek és indítja el az órát.                           |
| Bárdy György     | Admirális                | A mester hozzá küldi a játékost egy kérdés megválaszolására.                             |
| 2. évad          |                          |                                                                                          |
| Istenes Bence    | Műsorvezető              | Ő adja ki a kihívásokat a versenyzőknek és biztatja őket.                                |
| Janklovics Péter | Az erőd kincsének őrzője | Ő a börtönbe került játékosok őrzője, továbbá néhány feladatban fontos szerepe van.      |

## Versenyzők

### 1. évad
Az első évadban civil szereplők küzdöttek egymással.

### 2. évad
| – | A versenyző megnyerte a hetet.                    |
| – | A versenyző továbbjutott a csapattal              |
| – | A versenyző továbbjutott az egyéni játékba        |
| – | A versenyző vesztett a csapattal, de továbbjutott |
| – | A versenyző kiesett                               |
| - | A versenyző nem volt még a játékban               |

| Versenyzők  | Versenyzők         | Játéknapok            | Játéknapok            | Játéknapok   | Játéknapok   | Játéknapok   |
| Versenyzők  | Versenyzők         | 1.                    | 2.                    | 3.           | 4.           | 5.           |
| 1-5. adás   | 1-5. adás          | 1-5. adás             | 1-5. adás             | 1-5. adás    | 1-5. adás    | 1-5. adás    |
| ----------- | ------------------ | --------------------- | --------------------- | ------------ | ------------ | ------------ |
|             | Dobos Evelin       | Továbbjutott          | Továbbjutott          | Továbbjutott | Továbbjutott | Győztes      |
|             | Balázs Mercédesz   | Még nem volt játékban | Még nem volt játékban | Továbbjutott | Továbbjutott | 2. helyezett |
|             | Frohner Fecó       | Továbbjutott          | Továbbjutott          | Továbbjutott | Továbbjutott | 3. helyezett |
|             | Kocsis Tibor       | Továbbjutott          | Továbbjutott          | Továbbjutott | Továbbjutott | Kiesett      |
|             | Varga Ádám         | Továbbjutott          | Továbbjutott          | Továbbjutott | Kiesett      | Kiesett      |
|             | Bódi Sylvi         | Továbbjutott          | Továbbjutott          | Kiesett      | Kiesett      | Kiesett      |
|             | Németh Kristóf     | Továbbjutott          | Továbbjutott          | Kiesett      | Kiesett      | Kiesett      |
|             | Vásáry André       | Még nem volt játékban | Továbbjutott          | Kiesett      | Kiesett      | Kiesett      |
|             | Janicsák Veca      | Továbbjutott          | Kiesett               | Kiesett      | Kiesett      | Kiesett      |
|             | Noé Viktor         | Kiesett               | Kiesett               | Kiesett      | Kiesett      | Kiesett      |
| 6-10. adás  |                    |                       |                       |              |              |              |
|             | Fésűs Nelly        | Továbbjutott          | Továbbjutott          | Továbbjutott | Továbbjutott | Győztes      |
|             | Horváth Csenge     | Továbbjutott          | Továbbjutott          | Továbbjutott | Továbbjutott | 2. helyezett |
|             | Mentha             | Továbbjutott          | Továbbjutott          | Továbbjutott | Továbbjutott | 3. helyezett |
|             | Fluor Tomi         | Továbbjutott          | Továbbjutott          | Továbbjutott | Továbbjutott | Kiesett      |
|             | Eckü               | Továbbjutott          | Továbbjutott          | Továbbjutott | Kiesett      | Kiesett      |
|             | Gyenesei Leila     | Továbbjutott          | Továbbjutott          | Kiesett      | Kiesett      | Kiesett      |
|             | Járai Máté         | Továbbjutott          | Továbbjutott          | Kiesett      | Kiesett      | Kiesett      |
|             | LilFrakk           | Még nem volt játékban | Még nem volt játékban | Kiesett      | Kiesett      | Kiesett      |
|             | Singh Viki         | Még nem volt játékban | Kiesett               | Kiesett      | Kiesett      | Kiesett      |
|             | Diaz               | Kiesett               | Kiesett               | Kiesett      | Kiesett      | Kiesett      |
| 11-15. adás |                    |                       |                       |              |              |              |
|             | Kozma Dominik      | Továbbjutott          | Továbbjutott          | Továbbjutott | Továbbjutott | Győztes      |
|             | Szalay Bence       | Továbbjutott          | Továbbjutott          | Továbbjutott | Továbbjutott | 2. helyezett |
|             | Hunyadi Donatella  | Továbbjutott          | Továbbjutott          | Továbbjutott | Továbbjutott | 3. helyezett |
|             | Szorcsik Viki      | Továbbjutott          | Továbbjutott          | Továbbjutott | Továbbjutott | Kiesett      |
|             | Járai Kíra         | Még nem volt játékban | Még nem volt játékban | Továbbjutott | Kiesett      | Kiesett      |
|             | Szécsi Zoltán      | Továbbjutott          | Továbbjutott          | Kiesett      | Kiesett      | Kiesett      |
|             | Molnár Nini        | Továbbjutott          | Továbbjutott          | Kiesett      | Kiesett      | Kiesett      |
|             | Varga Viktor       | Továbbjutott          | Továbbjutott          | Kiesett      | Kiesett      | Kiesett      |
|             | Bogdányi Titanilla | Még nem volt játékban | Kiesett               | Kiesett      | Kiesett      | Kiesett      |
|             | Kocsis Alexandra   | Kiesett               | Kiesett               | Kiesett      | Kiesett      | Kiesett      |
| 16-20. adás |                    |                       |                       |              |              |              |
|             | Boráros Gábor      | Továbbjutott          | Továbbjutott          | Továbbjutott | Továbbjutott | Győztes      |
|             | Schumacher Vanda   | Továbbjutott          | Továbbjutott          | Továbbjutott | Továbbjutott | 2. helyezett |
|             | Nagy Alex          | Továbbjutott          | Továbbjutott          | Továbbjutott | Továbbjutott | 3. helyezett |
|             | Sápi Vivi          | Még nem volt játékban | Még nem volt játékban | Továbbjutott | Továbbjutott | Kiesett      |
|             | Szőke Rebeka       | Továbbjutott          | Továbbjutott          | Továbbjutott | Kiesett      | Kiesett      |
|             | Henry Kettner      | Továbbjutott          | Továbbjutott          | Kiesett      | Kiesett      | Kiesett      |
|             | Smaltig Dalma      | Továbbjutott          | Továbbjutott          | Kiesett      | Kiesett      | Kiesett      |
|             | Szegedi Fecsó      | Még nem volt játékban | Továbbjutott          | Kiesett      | Kiesett      | Kiesett      |
|             | Solti Ádám         | Továbbjutott          | Kiesett               | Kiesett      | Kiesett      | Kiesett      |
|             | Molnár Zsolt       | Kiesett               | Kiesett               | Kiesett      | Kiesett      | Kiesett      |